# Эндогенная депрессия
Эндогенная депрессия — эндогенное психическое расстройство, характеризующееся угнетённым, подавленным психическим состоянием (книжн.), сниженным настроением, двигательным торможением (или двигательным возбуждением) и замедленным мышлением, вызванным «внутренними» причинами. Некоторые исследователи считают, что причины, лежащие в основе проблемы — нарушение обменных процессов в головном мозге, то есть нарушение образования серотонина и норадреналина или биогенных аминов. Однако не существует научных доказательств, что страдающие эндогенной депрессией страдают от «дефицита серотонина» или «химического дисбаланса в мозге». Диагноз эндогенной депрессии ставится психиатрами без каких-либо биологических тестов на выявление нарушенных обменных процессов в мозге, а только на основе жалоб пациента и/или наблюдении за его поведением.
Считается, что эндогенная депрессия возникает без наличия внешних обстоятельств и влияния извне, не завися от произошедших в прошлом или нынешних событий в жизни индивида. Никакие благоприятные моменты: положительные известия, приятные события, занятия, приносящие в норме удовольствие, — не оказывают или мало оказывают влияние на настроение и самочувствие человека. Для лиц, страдающих эндогенной депрессией, обычно не характерна плаксивость, однако они полностью поглощены мучительными идеями самокритики, самообвинения и самоуничижения. Именно учитывая эти факты, психиатры отличают эндогенную депрессию от психогенного расстройства и ставят соответствующий диагноз.
В МКБ-9 эндогенная депрессия носила код 296.19 («неуточнённые эндогенные депрессивные состояния»). В МКБ-10 более не используется термин «эндогенная депрессия», но среди различных типов депрессии и её градаций по тяжести выделены её фактические эквиваленты: F33.2 — рекуррентное депрессивное расстройство, текущий эпизод тяжёлой степени без психотических симптомов, F33.3 — рекуррентное депрессивное расстройство, текущий эпизод тяжёлой степени с психотическими симптомами и F33.38 — другое рекуррентное депрессивное расстройство, текущий эпизод тяжёлой депрессии с другими психотическими симптомами.
Данному расстройству свойственны периодические рецидивы (обострения), которые могут возникать самостоятельно, без видимой внешней причины. Эндогенная депрессия может быть биполярной (депрессивная фаза биполярного аффективного расстройства) или униполярной.

## Симптомы
- сниженное настроение (гипотимия);
- двигательная заторможенность (или двигательное возбуждение);
- подавленное, тоскливое настроение;
- иррациональная тревога;
- замедленная скорость мышления;
- деперсонализация;
- снижение аппетита;
- нарушение сна;
- суицидальные наклонности.

#### Сниженное настроение
Наиболее характерный признак данного аффективного расстройства.
Близким к гипотимии симптомом является невыносимое ощущение тоски, душевной боли, которое для больных равноценно физическим страданиям. Иногда люди, страдающие депрессией, даже показывают, что тоска «сидит» у них за грудиной или в области головы, шеи. При этом больные четко отличают ощущение тоски от симптомов заболеваний внутренних органов, например, сердца. Тоска может откладывать отпечаток и на восприятие окружающего мира — все вокруг кажется серым, нереальным.
Характерны суточные колебания состояния, при этом пик ухудшения состояния приходится в утреннее время.
Описывая симптомы эндогенной депрессии, нельзя не остановиться на ангедонии — снижении или полной утрате способности получать удовольствие. Иногда она настолько выражена, что больных беспокоит тягостное ощущение отсутствия каких-либо желаний, чувств.

#### Двигательная заторможенность
При эндогенной депрессии больные все действия выполняют чрезвычайно медленно. Иногда на фоне двигательной заторможенности может возникнуть возбуждение, в ходе которого человек может нанести себе повреждения, совершить суицид.

#### Иррациональная тревога
Тревога при эндогенной депрессии проявляется в зависимости от тяжести расстройства по-разному — могут наблюдаться ощущение неизбежности катастрофического события, вегетативная симптоматика, ажитация (двигательное возбуждение) и т. п. Причем больные зачастую не могут разграничить состояние панической тревоги и изнуряющей тоски, так как эти ощущения при заболевании сливаются воедино и для них характерны застойные патологические аффекты.

#### Замедленная скорость мышления
Важный показатель для диагностики эндогенной депрессии — ярко выраженная психическая заторможенность: замедление скорости мышления, темпа речи (в некоторых случаях может наблюдаться ускорение темпа речи). Больные долго осмысливают полученную информацию, им требуется значительно большее время, чем в норме, чтобы сформулировать свои ответы и изложить возникшие мысли. Лица, страдающие расстройством, отмечают, что их мысли и решения стали нелогичными, непоследовательными, возникают медленно, при колоссальном усилии воли. В отличие от астенических состояний замедление темпа речи наблюдается в течение всего диалога с больным. Постоянным и неизменным является и снижение активности — пациенты описывают чувство усталости, отсутствия сил и энергии, быструю утомляемость, которые не исчезают даже после продолжительного отдыха.

#### Деперсонализация
При деперсонализации утрачивается или снижается эмоциональный компонент психических процессов. Это относится не только к классическим симптомам психической анестезии: потере чувств к близким, отсутствию эмоционального восприятия окружающей обстановки, природы, произведений искусства и т. д., но и к деперсонализации мышления, памяти, соматопсихической деперсонализации. У таких больных мысли проходят, не оставляя следа, нет ощущения их законченности, так как они идут без эмоционального сопровождения, они безлики; память не нарушена, но нет ощущения узнавания; прежние переживания, образы, мысли тусклы, как бы стерты, поэтому кажется, что в памяти ничего нет.

#### Расстройство пищеварительной системы
Снижение аппетита и расстройство в пищеварительной системе: отсутствие аппетита либо, наоборот, неумеренный аппетит, тошнота, снижение или набор веса.

#### Нарушение сна
Могут возникать сложности с засыпанием, чуткий сон, раннее пробуждение, отсутствие ощущения восстановления после сна.

#### Суицидальные наклонности
Чтобы избежать таких негативных последствий, необходимо не только оказание своевременного лечения, но и поддержка близких.